# Vukoliés
Vukoliés (grec: Βουκολιές, AFI [vuko'ʎes]) és una població a l'oest de l'illa grega de Creta, a la prefectura de Khanià.
Des del 2011 (reforma del pla Kalikratis) forma part del municipi de Plataniàs.